# Шимкентська ТЕЦ-2
Шимкентська ТЕЦ-2 — колишня теплова електростанція на півдні Казахстану.
Енергетичний майданчик ввели в дію для забезпечення потреб Чимкентського свинцевого заводу, тому первісно він носив назву Центральна електростанція Чимкентського свинцевого заводу. Відомо, що ще у 1932-му, тобто за два роки до запуску заводу, тут став до ладу генератор потужністю 0,25 МВт.
В 1944-му почав роботу котел зі станційним номером 1 від «Невського Ленінградського заводу ім. Ленина» типу НЗЛ-450-22п2 продуктивністю від 28 до 35 тонн пари на годину.
У першій половині 1950-х ввели в дію нову чергу, що мала чотири котли Таганрозького котельного заводу — один типу ТП-30 продуктивністю від 30 до 35 тонн пари на годину (запущений в 1951-му, номер 2) та три типу ТП-35 продуктивністю від 35 до 40 тон пари на годину (один став до ладу в 1953-му та два в 1954-му, номери 3 — 5). Також в 1953-му запустили дві турбіни «Невського Ленінградського заводу ім. Ленина» типу ПР-6-35/5 потужністю по 6 МВт зі станційними номерами 4 та 5.
Станцію спорудили з розрахунку на використання вугілля.
Станом на кінець 1990-х турбіна № 1, № 2 та № 3 вже були виведена з експлуатації, а номінальна електрична потужність ТЕЦ становила 12 МВт.
Під час приватизації станція була викуплена компанією «Южполиметалл», яка також володіла частиною Ачісайського поліметалічного комбінату (Ачісайський металургійний завод, хвостосховище Кентауської збагачувальної фабрики). Втім, організувати сталу діяльність «Южполиметалл» так і не вдалось, ТЕЦ-2 знаходилась у критичному технічному стані, що відбивалось на забезпеченні тепловою енергією мешканців південної частини міста. Водночас, потужності більш нової Шимкентської ТЕЦ-3 залишались недовантаженими, як наслідок, в 2007-му керівництво Шимкенту ухвалило рішення про переведення всієї системи централізованого опалення на роботу з ТЕЦ-3. ТЕЦ-2 остаточно зупинилась, а у 2017-му її майно було продане за борги. Як засвідчують дані геоінформаційних систем, станом на 2023 рік всі споруди колишнього свинцевого заводу були знесені.